# Johann Eduard Simon
Johann Eduard Simon (Berlino, 18 settembre 1789 – Berlino, 19 giugno 1856) è stato un chimico e farmacista tedesco che svolse la sua attività a Berlino.

## Biografia
Eduard scoprì casualmente il polistirene nel 1839, distillò una sostanza oleosa proveniente dallo storax, la resina dell'albero di Sweetgum, Liquidambar orientalis, che chiamò "stirolo". Alcuni giorni dopo scoprì che lo stirolo si era addensato, presumibilmente a causa della polimerizzazione, in una gelatina che aveva soprannominato l'ossido di stirolo ("Stryroloxyd").